# Camponotus pittieri
Camponotus pittieri är en myrart som beskrevs av Auguste-Henri Forel 1899. Camponotus pittieri ingår i släktet hästmyror, och familjen myror.

## Underarter
Arten delas in i följande underarter:
- C. p. fuscogaster
- C. p. pittieri
- C. p. poenalis